# Observatoire de Hong Kong
L'observatoire de Hong Kong (香港天文台, Hong Kong Observatory, prononcé en cantonais : hēung góng tīn màhn tòih et en mandarin : Xiānggǎng Tiānwén Tái), est le centre météorologique de Hong Kong. Il était connu sous le nom de Royal Hong Kong Observatory (皇家香港天文台) avant que la colonie britannique ne soit rétrocédée à la république populaire de Chine le 1er juillet 1997.
C'est le département du gouvernement de Hong Kong qui est chargé de prévoir le temps et d'émettre les avertissements nécessaires pour le grand public, le transport maritime, l'aviation et l'industrie de la région administrative spéciale (RAS). En plus, l'Observatoire s'occupe de qualité de l'air, de suivre les taux de radiation et tous autres paramètres géophysiques affectant Hong Kong et ses eaux limitrophes.

## Histoire

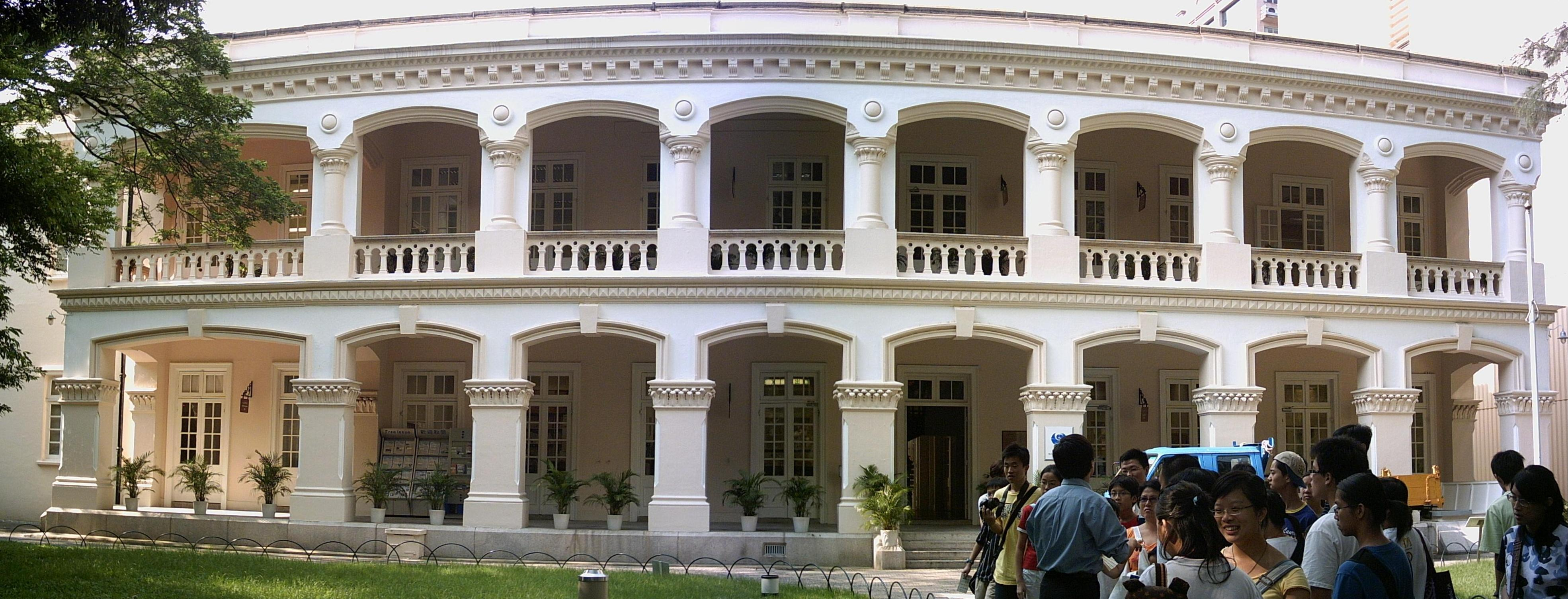
L'Observatoire original de 1883

C'est en 1879, que fut faite la première suggestion de créer une station météorologique à Hong Kong mais ce n'est qu'en 1883 que fut fondé l'Observatoire pour prendre les données météorologiques et magnétiques, ainsi que la mesure du temps par observations astronomiques et un service d'avertissements des cyclones tropicaux (nommés typhons dans cette partie du monde). L'astronome royal Dr. William Doberck, et son assistant Frederick Figg, arrivèrent cet été là et ouvrirent officiellement les locaux le 1er janvier 1884.
L'Observatoire fut construit dans le quartier de Tsim Sha Tsui, dans la péninsule de Kowloon sur le continent et la rue qui l'abrite pris le nom de Observatory Road. Comme on voit sur la photographie, il s'agit d'un bâtiment rectangulaire de deux étages à colonnades. Il sert maintenant de centre administratif alors que les autres services sont logés dans un édifice moderne juste à côté, le Centenary Building, construit en 1983.
Avec les années, l' Observatoire a pris le rôle de service météorologique complet pour Hong Kong. Comme il est entouré de gratte-ciels, il ne peut plus servir seul de référence pour la prise de données puisque les conditions qu'on y retrouve tiennent plus de l'îlot urbain que des normes standards des stations météorologiques. On retrouve donc quatorze autres stations à différents endroits du territoire, dont la principale est à l'aéroport international. L'Observatoire opère également trois radars météorologiques, le tout dernier de type NEXRAD, qui remplacent celui construit en 1983 avec l'aide de l'université McGill.

## Structure
L'Observatoire a quatre divisions:
- Recherche, développement et administration.
- Prévisions et avertissements météorologiques publics et maritimes.
- Prévisions à l'aviation.
- Prises de données de radiation et évaluation des risques.

## Services offerts

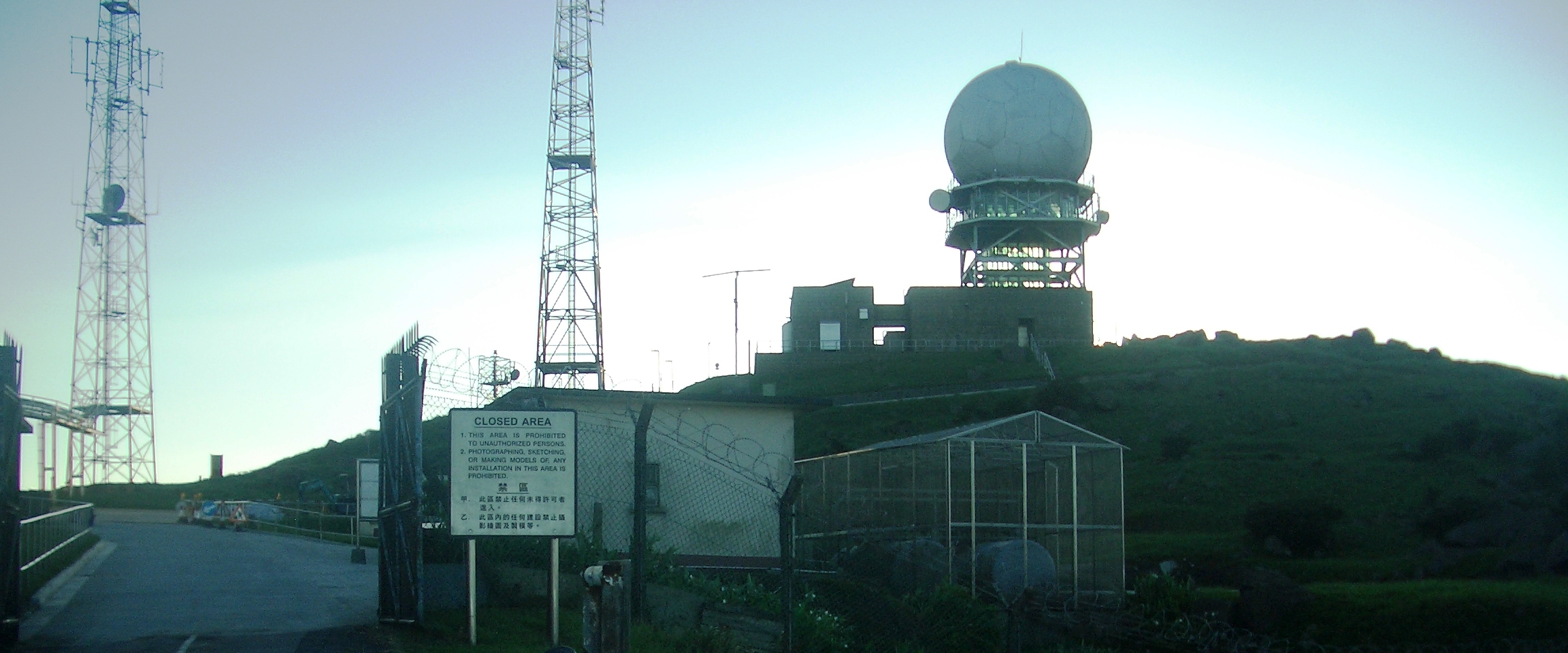
Radar et station météorologiques au sommet de Tai Mo Shan

- Prévisions météorologiques publiques, à l'aviation et maritimes.
- Prévisions des cyclones tropicaux.
- Avertissements météorologiques, géologiques et sismologiques
- Prévisions à l'aviation.
- Services climatologiques et hydrologiques.
- Recherches météorologiques et publications scientifiques.
- Services de consultations météorologiques.
- Maintien de l'heure officielle par horloge atomique.
- Radiosondage quotidien de l'atmosphère et stations météorologiques de surface.
- Observations radar et réception des satellites météorologiques.
- Surveillance des niveaux de radiation.
- Formations de ses météorologistes et techniciens.
- Centre informatique et modèles de prévision numérique du temps.
- Recherches en océanographie physique

## Activités connexes
L'observatoire organise des visites de ses locaux pour le public, en particulier pour les étudiants, distribue de la documentation et organise des conférences et présentations scientifiques dans ses locaux et endroits publics. Elle est aidée en cela par une organisation appelé Friends of the Observatory, fondée 1996, et qui compte 7 000 volontaires.